# أحمد سيف الإسلام
«أحمد سيف الإسلام» حسن أحمد عبد الرحمن محمد البنا (22 نوفمبر 1934 - 5 فبراير 2016)، الأمين العام السابق لنقابة المحامين المصرية كبرى النقابات المصرية، وعضو مجلس شورى جماعة الاخوان المسلمين في مصر ونجل مؤسسها الراحل حسن البنا.

## حياته[بحاجة لمصدر]
كان أحمد سيف الإسلام أول طالب مصري يلتحق بكلية دار العلوم من الثانوية العامة وليس من الأزهر كما كان متبعاً من قبل والده حسن البنا هو مؤسس جماعة الإخوان المسلمين، وجدّه هو الشيخ أحمد عبد الرحمن البنا، المحدث المعروف، وصاحب كتاب الفتح الرباني لترتيب مسند الإمام أحمد بن حنبل الشيباني، الذي ظل يعمل فيه ثلاثين عاماً؛ لترتيب 40 ألف حديث نبوي على أبواب الفقه.
درس أحمد سيف الإسلام في كلية الحقوق مع دار العلوم في آن واحد، وحصل على ليسانس الحقوق عام 1956، ودار العلوم 1957، وعمل بالمحاماة منذ ذلك الحين رافضاً جميع الوظائف الحكومية بالداخل والخارج.

### الحياة السياسية
- انتسب للإخوان، واشترك في جميع أنشطة الجماعة منذ عام 1946 تقريباً، تم اعتقاله عام 1965، وأفرج عنه بعدها بقليل مع تحديد إقامته في منزله عاماً، ثم اعتقاله ومحاكمته عسكريا عام 1969، وحكم عليه بالسجن لمدة عشر سنوات قضى منها 4 سنوات لخروجه 1 أكتوبر 1973.
- تم انتخابه عضواً في مجلس الشعب عام 1987 عن الدائرة الرابعة، والتي كان مقرها قسم «السيدة زينب».
- خاض انتخابات نقابة المحامين عام 1992، وحصل على أعلى الأصوات، وأعلى من النقيب ذاته أحمد الخواجة، واختير أمينًا عاما للنقابة. وفي أول انتخابات بعد رفع الحكومة المصرية يدها عن النقابة عام 2001 حصل البنا أيضاً على أعلى الأصوات في تصويت حدث فيه شبه إجماع على البنا، حيث حصل على 25 ألف صوت، حتى الأصوات الباطلة التي لم تحسب كانت معظمها أيضاً للبنا. وكان أمينا عاما لنقابة المحامين، كبرى النقابات المصرية وعضو مجلس شورى جماعة الاخوان المسلمين بمصر.

## وفاته
توفي في مصر فجر الجمعة 5 فبراير 2016 عن عمر يناهز 81 عامًا.

## وصلات خارجية
- حوار مع الأستاذ سيف الإسلام البنا في ذكرى والده - شبكة إخوان أون لاين
- حسن البنا والدراما المصرية على يوتيوب، برنامج مباشر مع، قناة الجزيرة مباشر، 1 سبتمبر 2010